# Tõrma (Rakvere)
Pour les articles homonymes, voir Torma (homonymie).
Tõrma  est un village estonien appartenant à la commune de Rakvere dans le Virumaa occidental. Au 1er janvier 2010, le village compte 147 habitants
. 